# Volitve predsednika Združenih držav Amerike 2008
56. volitve predsednika Združenih držav Amerike so potekale 4. novembra 2008. Glavna kandidata na volitvah sta bila demokratski senator Barack Obama in republikanski senator John McCain. S 365 elektorskimi glasovi je zmagal Obama in tako postal prvi afro-ameriški predsednik Združenih držav Amerike. Podpredsednik je postal Joe Biden.

## Rezultati
| Kandidati | Kandidati                         | Glasovi    | Elektorski glasovi |
| --------- | --------------------------------- | ---------- | ------------------ |
|           | Barack Obama Demokratska stranka  | 69.498.516 | 365                |
|           | John McCain Republikanska stranka | 59.948.323 | 173                |
|           | Ralph Nader Neodvisen             | 739.034    | 0                  |
|           | Bob Barr Liberalci                | 523.715    | 0                  |
|           | Chuck Baldwin Stranka ustave      | 199.750    | 0                  |
|           | Cynthia McKinney Zeleni           | 161.797    | 0                  |
|           |                                   |            |                    |